# Padilla maingoka
Padilla maingoka är en spindelart som beskrevs av Daniela Andriamalala 2007. Padilla maingoka ingår i släktet Padilla och familjen hoppspindlar. Inga underarter finns listade i Catalogue of Life.